# Alfred Llahí Segalàs
Alfred Llahí Segalàs (Escaldes-Engordany, 1969) és un periodista i presentador de televisió andorrà. Membre de l'Associació de Corresponsals de Premsa Iberoamericana i de l'Organisation Internationale des Journalistes.
Va començar la seva carrera televisiva professional l'any 1999 com a presentador d'Andorra Televisió, on va treballar durant onze anys consecutius. Va presentar diversos programes d'entre els quals destaquen De la Seca a la Meca, Així és la vida, Encara me'n recordo, A casa teva, El magazín, i El Magazín VIP. L'any 2008 el presentador andorrà fou el portaveu d'Andorra al Festival de la Cançó d'Eurovisió, l'únic país que va donar els 12 punts al representant d'Espanya, Rodolfo Chikilicuatre. Actualment és presentador del Canal Lòria des del 2013. També col·labora amb alguns programes de Ràdio Nacional d'Andorra.
Fou assessor cultural del Govern d'Andorra (1994-1995) i nexe d'unió en matèria cultural entre el Govern Federal d'Àustria i el Govern d'Andorra (1995-1997).
És expert universitari en protocol i cerimonial per la Universitat Miguel Hernández d'Elx, soci d'honor del Reial Cercle Artístic de Barcelona, i forma part de la Delegació Diocesana de Família i Vida del Bisbat d'Urgell, de la que és secretari. També és Medalla d'Or de la Fundació Luso-Galaica, Creu del Comanador de l'Orde de Sant Estanislau (Polònia) i de la Real Maestranza de Mérida, i Diploma d'honor de l'Agrupació Catalana d'Entitats Artístiques, entre d'altres.
En el camp de la investigació històrica ha publicat nou llibres. Pel que fa a la premsa escrita és director de la revista mensual l'eskpada i de la catalana, Engrandint, publicació periòdica de la Fundació Fiella. També és autor de la veu El paso de los Pirineos al Diccionario de San JoseMaría, publicat per Monte Carmelo el 2013.
Fou guanyador del Premi Literari Sant Jordi de l'Institut Espanyol d'Andorra (1988) pel poema Exégesis del principio fundamental, i el Premi de Literatura Exprés del Ministeri d'Economia, en col·laboració amb la Biblioteca Pública del Govern d'Andorra (2009) amb el relat El bus del temps.
Llahí també destaca en el camp musical, iniciant-se als 6 anys. Anys després ingressaria al Conservatori Superior Municipal de Música de Barcelona. L'any 1988 va fundar l'Escola de Música del Comú d'Escaldes-Engordany, que va dirigir fins al 1992. Era professor de piano, violí i tecnologia musical. També fou assessor del Comú d'Escaldes-Engordany organitzant les temporades de concerts de música clàssica. També ha estat professor de música a l'Escola Espanyola d'Andorra la Vella, al Trivium, Espai Lauredià d'Arts Escèniques (2012-2013) i de l'Escola de Música Harmonia (representant oficial al Principat d'Andorra de l'Associated Board of the Royal Schools of Music), on encara avui imparteix classes.

## Obres
- La Parròquia d'Escaldes-Engordany. Aproximació històrica al procés de reivindicació autonòmica. Escades-Engordany: Comú, 1996 (ISBN 9992011769)
- L'automòbil Club d'Andorra (1954-2004). Andorra: Automòbil Club d'Andorra, 2004 (ISBN 9992015284)
- Andorra: terra d'acollida. Editat per l'autor, 2007 (ISBN 9789992016688)
- El bus del temps, a: Literatura Exprés'09. Andorra: Govern d'Andorra, 2009 (ISBN 9789992005446)
- Andorra: tierra de acogida. Madrid: Rialp, 2010 (ISBN 9788432138133)
- Històries de la nostra història. Un passeig per la història menys coneguda i anecdòtica del Principat d'Andorra. Andorra: 2+1 Editors, 2012 (ISBN 9789992018972)
- Andorra's challenge. Andorra: MoraBanc, 2013 (ISBN 9789992019634)
- Històries de la nostra història 2. Un passeig per la història menys coneguda i anecdòtica del Principat d'Andorra. Andorra: 2+1 Editors, 2013 (ISBN 9789992018972)
- Qui és qui als carrers d'Andorra. Andorra: 2+1 Editors, 2014 (ISBN 9789992069042)
- Testimonis d'un temps passat. Andorra: MoraBanc, 2015 (ISBN 9789992030691)
- Encamp batega. La teva guia per conèixer la parròquia d'Encamp. Encamp: Comú d'Encamp, 2016 (editada en català, castellà, francès i anglès)